# Вестник ГЛОНАСС
«Ве́стник ГЛОНАСС» — российский межотраслевой журнал в области практического использования спутниковых навигационных технологий ГЛОНАСС в различных отраслях экономики страны и жизнедеятельности человека. Издание также освещает аспекты деятельности функционирующей системы спутниковой навигации GPS и перспективных Galileo и Compass/BeiDou.
Авторами журнала являются ведущие специалисты спутниковой навигации, конструкторы навигационной аппаратуры, разработчики и интеграторы систем спутникового мониторинга автотранспорта.
Журнал выходит четыре раза в год (дополнительно — два спецвыпуска). Тираж номера составляет 5000 экземпляров. Объём — до 84 полос. На сайте журнала «Вестник ГЛОНАСС» доступны для просмотра электронные версии номеров.

## История
Свидетельство о регистрации СМИ ПИ № ФС77-64831 от 02.02.2016 года, выдано взамен свидетельства ПИ № ФС77-42950 от 10 декабря 2010 года. В октябре 2013 года вышел первый выпуск журнала на английском языке, который был презентован на 4-м Международном коллоквиуме «Научные и фундаментальные аспекты Программы Galileo»], который прошёл в Праге с 4 по 6 декабря 2013 года. Организаторами коллоквиума выступили Европейское космическое агентство (ЕКА) и Европейское агентство по ГНСС (GSA).
В 2014 году журнал «Вестник ГЛОНАСС» приступил к созданию каталога «Атлас ГЛОНАСС 2014: решения и компании». Атлас издается ежегодно и свободно распространяется в печатном и электронном виде. Каталог содержит систематизированную по сферам применения информацию о решениях, продукции и профилях компаний. Информация в каталоге регулярно обновляется.

## Тематика
Основной целью журнала является создание единого информационного поля, охватывающего основные направления развития и использования отечественных навигационных технологий, расширение сфер применения технологий, содействие обмену информацией между заинтересованными участниками навигационного сообщества.
Поднимаемые журналом проблемные вопросы способствуют стимулированию реализации крупных проектов по внедрению системы ГЛОНАСС в интересах социально-экономического развития Российской Федерации, в том числе в целях повышения безопасности слабо социально защищенных категорий граждан, использования при проведении дорожно-строительных работ, в сфере туризма, охраны окружающей среды, использования природных ресурсов, в сельском хозяйстве и иных областях.
Журнал осуществляет информационную поддержку различных мероприятий, связанных с тематической направленностью издания.

## Целевая аудитория
Аппарат Президента и Правительства РФ, Федеральные органы исполнительной власти, органы исполнительной власти субъектов РФ, Федеральное Собрание, Администрации субъектов РФ, Общественная палата, ведущие предприятия отрасли, крупные потребители систем на базе навигационных технологий, некоммерческие и общественные организации, коммерческие компании рынка навигационных услуг и оборудования, телекоммуникационные компании, сервис и контент провайдеры, ведущие отраслевые мероприятия.

## Содержание журнала
- цикл статей «Введение в навигацию», рассказывающий популярным языком об основных принципах функционирования глобальных навигационных спутниковых систем и возможностях их применения в различных областях экономики страны и жизнедеятельности человека;
- актуальная информация о развитии системы ГЛОНАСС, её функциональных дополнений, орбитального и наземного сегментов системы;
- новости законодательства, принятие или разработка законодательных актов и нормативов, касающихся услуг в сфере координатно-временного и навигационного обеспечения (КВНО) и системы ГЛОНАСС;
- освещение хода реализации крупномасштабных проектов, таких как МИР, ЭРА ГЛОНАСС, Социальный ГЛОНАСС и других;
- примеры практического применения технологий ГЛОНАСС, в том числе в бизнес-проектах;
- обсуждение достоинств и недостатков различных систем спутникового мониторинга автотранспорта на основе ГЛОНАСС;
- новости технологий, обзоры навигационных решений, оборудования и перспективные разработки;
- международное сотрудничество в области разработки и использования современных навигационных технологий;
- мнения и полемика экспертного сообщества о развитии навигационных технологий вообще и ГЛОНАСС в частности;
- обсуждение законопроектов, проектов нормативных и регламентирующих документов и уже принятых нормативных нормативных правовых актов;
- интервью с руководителями предприятий, представителями федеральных и региональных органов власти, учеными и техническими специалистами, руководителями бизнесов, имеющих отношение к проекту ГЛОНАСС;
- различные формы коммуникаций с целевой аудиторией журнала, такие как опросы и рейтинги;
- репортажи об уникальных проектах, использующих навигационные технологии.

## Экспертный совет журнала
- Бабаков Валерий Николаевич, Главный конструктор навигационной аппаратуры потребителей, Президент группы компаний «НАВИС Групп»
- Баутин Владимир Моисеевич, ректор Российского государственного аграрного университета — МСХА им. К. А. Тимирязева, доктор экономических наук, профессор, академик РАСХН
- Власов Игорь Борисович, преподаватель кафедры «Радиоэлектронные устройства и системы» МГТУ им. Н. Э. Баумана, доктор технических наук, профессор
- Власов Владимир Михайлович, заведующий кафедрой МАДИ, доктор технических наук, профессор
- Городницкий Александр Моисеевич, академик РАЕН, главный научный сотрудник Института океанологии им. П. П. Ширшова, доктор геолого-минералогических наук, профессор
- Гурко Александр Олегович, президент Некоммерческого партнёрства «Содействие развитию и использованию навигационных технологий»
- Жуков Сергей Александрович, исполнительный директор кластера космических технологий и телекоммуникаций Инновационного центра «Сколково»
- Климов Владимир Николаевич, исполнительный директор Ассоциации «ГЛОНАСС/ГНСС-Форум», кандидат технических наук
- Косенко Виктор Евгеньевич, первый заместитель генерального конструктора и генерального директора ОАО «Информационные спутниковые системы» им. академика М. Ф. Решетнёва", доктор технических наук
- Майоров Андрей Александрович, заведующий кафедрой информационно-измерительных систем Московского государственного университета геодезии и картографии (МИИГАиК), доктор технических наук, профессор
- Малышев Вениамин Васильевич, заведующий кафедрой МАИ, Заслуженный деятель науки Российской Федерации, доктор технических наук, профессор
- Пишель Рене / René Pischel, глава представительства Европейского космического агентства в России
- Ревнивых Сергей Георгиевич, начальник управления ОАО «Информационные спутниковые системы» им. академика М. Ф. Решетнёва
- Семёнов Алексей Константинович, директор Департамента программ развития Министерства транспорта Российской Федерации
- Юрчихин Фёдор Николаевич, лётчик-космонавт Российской Федерации